# Националбољшевичка партија
Националбољшевичка партија (рус. Национал-большевистская партия — Нацболи) — НБП је била екстремистичка политичка партија у Руској Федерацији, која је забрањена 2007. Њен лидер је био Едуард Лимонов.
Активисти НБП су извршили напад на амбасаду Србије у Москви у мају 2011, у знак протеста поводом хапшења генерала Ратка Младића.